# Kościół św. Józefa Oblubieńca Najświętszej Maryi Panny w Trzebuszu
Kościół św. Józefa Oblubieńca Najświętszej Maryi Panny w Trzebuszu – katolicki kościół parafialny zlokalizowany we wsi Trzebusz w gminie Trzebiatów, w powiecie gryfickim (województwo zachodniopomorskie).

## Historia i architektura
Kościół, murowany z kamienia i cegły, powstał w obecnej postaci w 1685 roku na fundamentach wcześniejszej gotyckiej świątyni z XV wieku. Jest budowlą salową, sytuowaną na planie prostokąta, z trójbocznie zamkniętym prezbiterium. Od strony zachodniej posiada drewnianą wieżę, zwieńczoną ośmiobocznym hełmem. W XIX wieku został przebudowany, przemurowano wówczas okna i ściany prezbiterium. Jako świątynia katolicka został poświęcony po zakończeniu II wojny światowej w dniu 19 marca 1950 roku.
Wnętrze kościoła nakryte jest drewnianym, belkowanym stropem. W prezbiterium znajduje się ołtarz, przerobiony z dawnego prospektu organowego. Nad wejściem znajduje się empora chórowa. Ponadto w kościele znajduje się drewniana chrzcielnica z pokrywą zwieńczoną krzyżem. W prostokątne okna wstawione są witraże z symbolami eucharystycznymi.